# Mistrzostwa Strefy Pacyfiku w Curlingu 1994
Mistrzostwa Strefy Pacyfiku w Curlingu 1994 – turniej, który odbył się w dniach 6–8 grudnia 1994 w nowozelandzkim Christchurch. Mistrzami Strefy Pacyfiku zostali Australijczycy, a mistrzyniami Japonki.
Był to czwarty w historii turniej o mistrzostwo strefy Pacyfiku w curlingu. Po raz pierwszy zawody gościła Nowa Zelandia.

## System rozgrywek
Round Robin rozegrany został w systemie kołowym (każdy z każdym). Pomiędzy każdymi reprezentacjami rozegrano po dwa mecze. Dwie najlepsze drużyny zagrały w finale.

## Kobiety

### Reprezentacje
| Państwo       | Czwarta        | Trzecia         | Druga         | Otwierająca       | Rezerwowa     |
| ------------- | -------------- | --------------- | ------------- | ----------------- | ------------- |
| Australia     | Ellen Weir     | Lyn Greenwood   | Daryl Davies  | Rhonda Shallcross | -             |
| Japonia       | Ayako Ishigaki | Yukari Kondō    | Emi Fujita    | Akiko Katō        | Ayumi Onodera |
| Nowa Zelandia | Helen Greer    | Christine Diack | Norma Francis | Helen Rutherford  | Heather Casey |

pogrubieniem oznaczono skipów.

### Round Robin
| # | Państwo       | W | P |
| - | ------------- | - | - |
| 1 | Japonia       | 4 | 0 |
| 2 | Australia     | 2 | 2 |
| 3 | Nowa Zelandia | 0 | 4 |

     Kwalifikacja do finału

### Finał
Japonia -  Australia 12:1

### Klasyfikacja końcowa
|  | Mistrzynie Strefy Pacyfiku     |
|  | Wicemistrzynie Strefy Pacyfiku |
|  | 3 miejsce                      |

| # | Państwo       | Skip           |
| - | ------------- | -------------- |
| 1 | Japonia       | Ayako Ishigaki |
| 2 | Australia     | Ellen Weir     |
| 3 | Nowa Zelandia | Helen Greer    |

## Mężczyźni

### Reprezentacje
| Państwo       | Czwarty        | Trzeci           | Drugi              | Otwierający    | Rezerwowy       |
| ------------- | -------------- | ---------------- | ------------------ | -------------- | --------------- |
| Australia     | Hugh Millikin  | Stephen Johns    | Gerald Chick       | Steve Hewitt   | -               |
| Japonia       | Shigenori Sato | Yoshiyuki Ohmiya | Yoshihiro Imahashi | Toshio Yano    | Takahiro Sekine |
| Nowa Zelandia | Peter Becker   | Barry Brown      | Ross A. Stevens    | Richard Morgan | John Campbell   |

pogrubieniem oznaczono skipów.

### Round Robin
| # | Państwo       | W | P |
| - | ------------- | - | - |
| 1 | Australia     | 4 | 0 |
| 2 | Japonia       | 2 | 2 |
| 3 | Nowa Zelandia | 0 | 4 |

     Kwalifikacja do finału

### Finał
Australia -  Japonia 6:4

### Klasyfikacja końcowa
|  | Mistrzowie Strefy Pacyfiku     |
|  | Wicemistrzowie Strefy Pacyfiku |
|  | 3 miejsce                      |

| # | Państwo       | Skip           |
| - | ------------- | -------------- |
| 1 | Australia     | Hugh Millikin  |
| 2 | Japonia       | Shigenori Sato |
| 3 | Nowa Zelandia | Peter Becker   |